# Sada Jacobson
Sada Molly Jacobson (Rochester, 14 febbraio 1983) è una schermitrice statunitense.
È la sorella di Emily Jacobson.

## Palmarès
In carriera ha conseguito i seguenti risultati:
- Giochi Olimpici:

Atene 2004: bronzo nella sciabola individuale.
Pechino 2008: argento nella sciabola individuale e bronzo a squadre.
- Mondiali di scherma

New York 2004: argento nella sciabola a squadre.
Lipsia 2005: oro nella sciabola a squadre.
Torino 2006: argento nella sciabola a squadre e bronzo individuale.
- Giochi Panamericani:

Santo Domingo 2003: oro nella sciabola individuale.
- Campionati Panamericani:

2007: argento nella sciabola individuale.